# Stenaspilatodes lentaria
Stenaspilatodes lentaria är en fjärilsart som beskrevs av George Duryea Hulst 1886. Stenaspilatodes lentaria ingår i släktet Stenaspilatodes och familjen mätare. Inga underarter finns listade i Catalogue of Life.